# Zwarte mamba
De zwarte mamba (Dendroaspis polylepis) is een slang uit de familie koraalslangachtigen (Elapidae).

## Naam en indeling
De wetenschappelijke naam van de soort werd voor het eerst voorgesteld door Albert Günther in 1864. Oorspronkelijk werd de wetenschappelijke naam Dendroaspis polylepis gebruikt.

## Uiterlijke kenmerken
De naam 'zwarte mamba' is afkomstig van de blauwzwarte kleur van de binnenzijde van zijn bek en dus niet van zijn uiterlijk. De zwarte mamba heeft een smalle kop met zeer grote en gladde schubben. De slang heeft 23 tot 25 rijen schubben in de lengte op het midden van het lichaam en 248 tot 281 schubben aan de buikzijde. Onder de staart zijn 109 tot 132 schubben aanwezig. Om vijanden af te schrikken opent de zwarte mamba zijn bek wijd waarbij de blauwzwarte binnenzijde goed zichtbaar wordt. De kop heeft een hoekige, enigszins doodskist-achtige vorm. De kop is duidelijk te onderscheiden van het lichaam door de aanwezigheid van een insnoering. De ogen zijn van een gemiddelde grootte en hebben een ronde pupil.
De kleur van zijn schubben is grijs tot olijfgroen en meestal heeft hij een beige tot bruin-witte buik. De jongen zijn lichtgrijs of groenig maar zijn uit het ei al giftig (net als alle andere gifslangen). De zwarte mamba kan een lichaamslengte bereiken van 2,5 tot drie meter, uitschieters kunnen meer dan vier meter lang worden. Jonge dieren kunnen na een jaar al twee meter bereiken, het is de langste gifslang in Afrika. Verder is de zwarte mamba de snelste slang ter wereld: hij kan op korte afstand een snelheid van 16 tot 20 km/u behalen.

## Giftigheid
Deze slang staat bekend om zijn extreme giftigheid waardoor een beet dodelijk kan aflopen als deze niet binnen zeer korte tijd medisch behandeld wordt. Het gif werkt verlammend en kan de ademhaling stoppen. De beet van een zwarte mamba wordt ook wel "kiss of death" genoemd. Een kleine jonge mamba is al erg giftig en kan dodelijk voor de mens zijn, bij een beet. Er is een antiserum maar sommige mensen zijn daar allergisch voor, zodat het niet altijd gevaarloos kan worden gegeven. De zwarte mamba wordt agressief als hij in het nauw wordt gedreven en valt aan, maar is schuw en zal vluchten als de kans zich voordoet. Op korte afstand is de slang erg snel waardoor het vrijwel onmogelijk is om een beet af te weren. Vooral langere exemplaren zijn sneller en hebben een groter bereik. Met één enkele beet kan voldoende gif worden geïnjecteerd om 20 of meer volwassenen te doden, en de dood kan soms in 20 minuten al intreden, waardoor medische hulp vaak te laat komt. Een agressieve mamba kan herhaaldelijk bijten.

## Voortplanting
De mannetjes voeren baltsgevechten uit waarbij ze elkaar omstrengelen en naar de grond proberen te drukken. De vrouwtjes zetten eieren af, een legsel bestaat meestal uit 12 tot 17 eieren, die in ondergrondse nestkamers worden afgezet. De pas uitgeslopen juvenielen zijn al ongeveer 40 tot 60 centimeter lang.

## Verspreiding en habitat
De zwarte mamba komt voor in het zuidelijke deel van Afrika en leeft in de landen Angola, Botswana, Burkina Faso, Centraal-Afrikaanse Republiek, Congo-Kinshasa, Eritrea, Senegal, Guinea, Guinee-Bissau, Kameroen, Ethiopië, Ivoorkust, Kenia, Malawi, Mozambique, Namibië, Zuid-Afrika, Somalië, Swaziland, Tanzania, Oeganda, Zambia, Zimbabwe en Soedan. De habitat bestaat uit vochtige tropische en subtropische bossen, zowel in laaglanden als in bergstreken, tropische en subtropische bossen, savannen, scrublands en graslanden. De slang verplaatst zich in laaghangende takken of op de bodem, en gebruikt het hol van een ander dier soms als permanente schuilplaats. Het voedsel bestaat voornamelijk uit kleine zoogdieren en vogels. De soort is aangetroffen van zeeniveau tot op een hoogte van ongeveer 1800 meter boven zeeniveau.

## Beschermingsstatus
Door de internationale natuurbeschermingsorganisatie IUCN is de beschermingsstatus 'veilig' toegewezen (Least Concern of LC).